# Earth Similarity Index

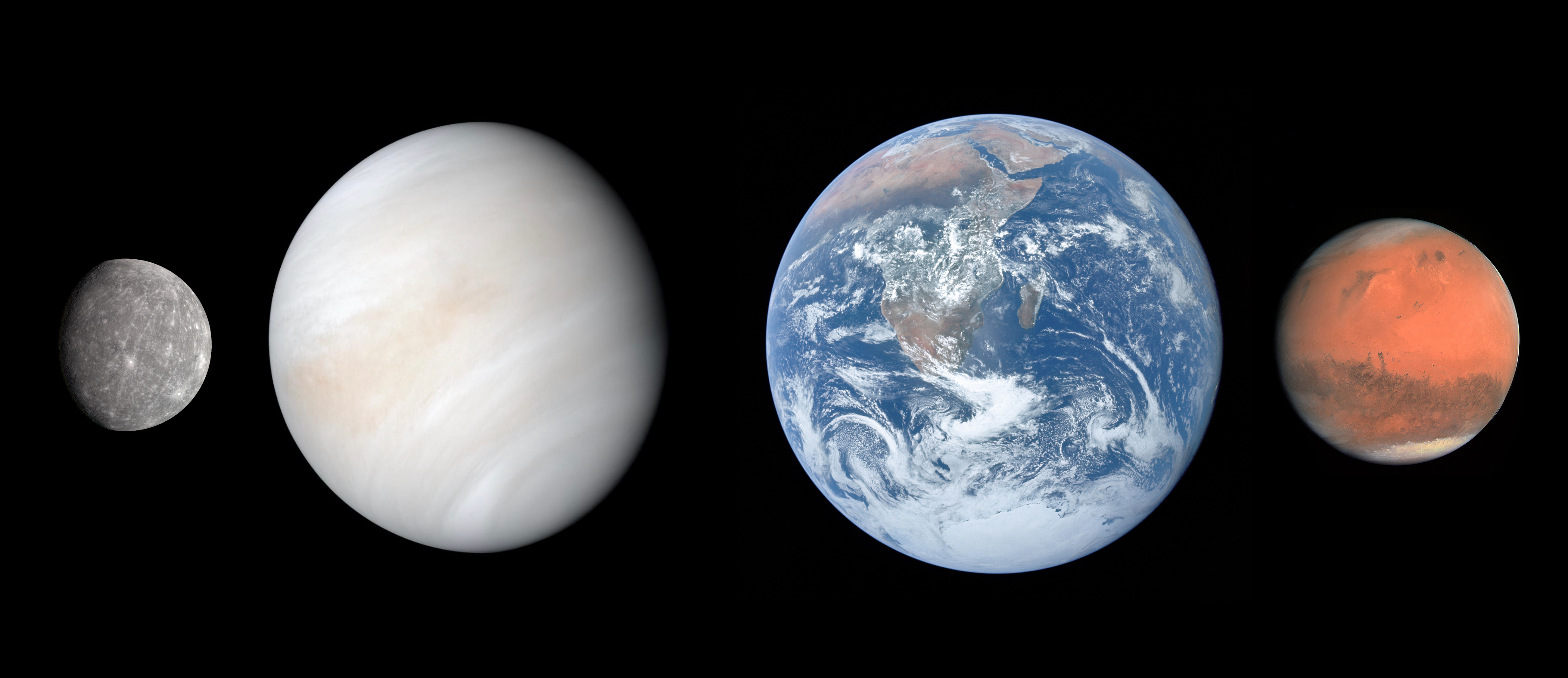
Gli ESI dei pianeti terrestri del sistema solare: Mercurio (0.73), Venere (0.66), Terra (1.00) e Marte (0.79) rappresentati con colori e scala di dimensioni reali.

L’Earth Similarity Index (in italiano Indice di similarità terrestre), noto anche con la sigla «ESI» e chiamato anche «easy scale» («scala semplice»), è una misura di quanto un pianeta sia fisicamente simile alla Terra.
La scala varia da un valore minimo di 0 fino ad un massimo di 1, che è anche il valore associato alla Terra. Originariamente era stato progettato per i pianeti, tuttavia è utilizzabile anche su altri corpi celesti come ad esempio i satelliti naturali. L'ESI è una funzione che tiene conto dei fattori raggio, densità, velocità di fuga e temperatura dell'oggetto in questione; in alcuni casi questi parametri sono delle stime, essendo difficile calcolarli con esattezza soprattutto per i corpi celesti più lontani. A loro volta questi parametri dipendono da altri fattori: per esempio la temperatura è influenzata dall'irradiazione, dall'effetto serra e altri.
Un pianeta con un ESI elevato (cioè nell'intervallo 0.8-1.0) dovrà essere di tipo roccioso. L'ESI non è tuttavia un indice di abitabilità di un pianeta anche se i due sono strettamente collegati, dato che più un parametro è simile a quello terrestre spesso anche l'abitabilità di quel pianeta sarà elevata; infatti entrambi partono dalla temperatura come parametro base per calcolare il loro valore.
Secondo questa scala, nel Sistema Solare non ci sono altri pianeti o satelliti che superano il valore 0.8 di similitudine con la Terra. Marte è quello che si avvicina di più con 0.79. D'altra parte sono stati riscontrati pianeti extrasolari che superano quel valore. Al 2022 il pianeta con l'ESI più elevato è Teegarden b, con un valore di 0.95.

## Formula
Il valore ESI è definito dalla seguente relazione:
{\displaystyle \mathrm {ESI} =\prod _{i=1}^{n}\left(1-\left|{\frac {x_{i}-x_{i_{0}}}{x_{i}+x_{i_{0}}}}\right|\right)^{\frac {w_{i}}{n}}}
dove {\displaystyle x_{i}} è una delle proprietà del pianeta (temperatura per esempio), {\displaystyle x_{i_{0}}} è il corrispondente valore terrestre di un parametro preso in considerazione, {\displaystyle w_{i}} riguarda il peso che ha la variabile nella relazione; più una variabile è importante, più questo valore sarà elevato e {\displaystyle n} è il numero totale delle proprietà prese in considerazione.
| Proprietà                | Valore terrestre corrispondente | Importanza della variabile |
| ------------------------ | ------------------------------- | -------------------------- |
| Raggio medio             | 1.0                             | 0.57                       |
| Densità                  | 1.0                             | 1.07                       |
| Velocità di fuga         | 1.0                             | 0.70                       |
| Temperatura superficiale | 288 K                           | 5.58                       |

Il valore ESI si può a sua volta dividere in due gruppi:
- ESI Interno: che prende in considerazione il raggio medio e la densità;
- ESI Esterno: che prende in considerazione la velocità di fuga e la temperatura.

## Esopianeti confermati con gli ESI più alti

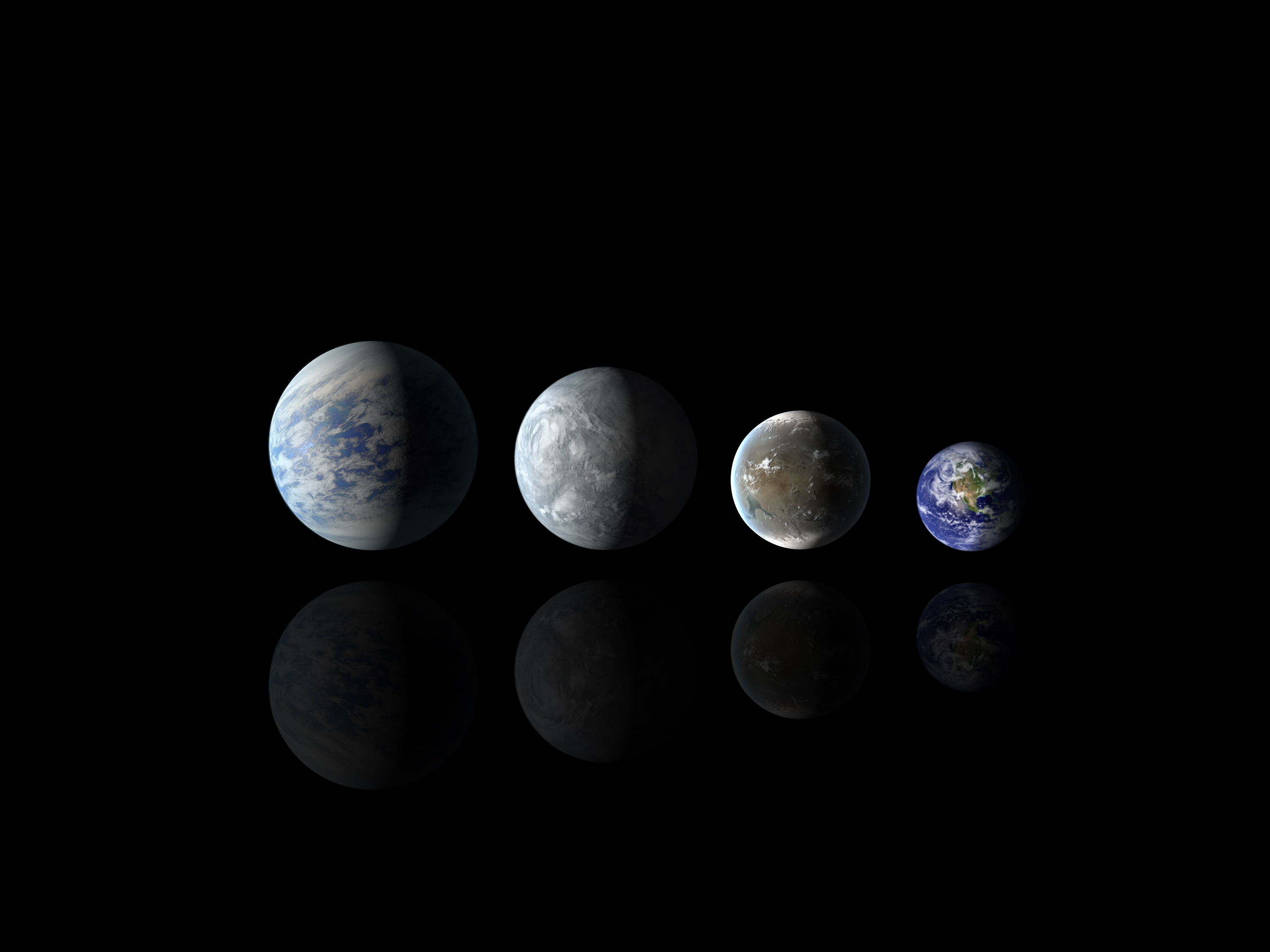
Comparazione delle dimensioni dei pianeti Kepler-69 c, Kepler-62 e (0,82), Kepler-62 f (0,69), e la Terra. Tutti i pianeti, ad eccezione della Terra, sono rappresentazioni artistiche.

I pianeti extrasolari occupano la maggior parte della lista dei pianeti con un ESI elevato. Tuttavia è doveroso tenere conto che i metodi di individuazione dei pianeti extrasolari non possono essere precisi e di conseguenza i parametri che vengono dedotti potrebbero non rappresentare la realtà. Per esempio con il metodo dei transiti, uno dei più usati, si ha una certezza importante per quanto riguarda la misura del raggio, ma non altrettanto per la densità. Al contrario con il metodo della velocità radiale l'errore relativo al calcolo della massa è limitato, ma non quello per la misura del raggio. Molti dei pianeti osservati con diversi metodi hanno un ESI elevato.
La seguente tabella comprende i pianeti confermati con un ESI simile o superiore a quello di Marte (0,799). In tale lista sono presenti anche quelli situati in una zona abitabile "ottimistica" e con massa compresa tra 5 e 10 volte quella della Terra o un raggio compreso tra 1,5 e 2,5 R⊕.
| Pianeta            | ESI  | Distanza (a.l.) | M⊕     | R⊕     | Temp (K) | Anno scoperta |
| ------------------ | ---- | --------------- | ------ | ------ | -------- | ------------- |
| Terra              | 1,00 | 0               | 1      | 1      | 255      | -             |
| Teegarden b        | 0,97 | 12,5            | ≥ 1,16 | ~ 1,05 | 293      | 2019          |
| TOI-700 d          | 0,94 | 101             | 2,26   | 1,07   | 276      | 2019          |
| Kepler-1649 c      | 0,93 | 302             | 1,2    | 1,6    | 237      | 2017          |
| TOI-700 e          | 0,91 | 101             | -      | 0,95   | 305      | 2023          |
| TRAPPIST-1 d       | 0,91 | 39,5            | 0,41   | 0,77   | 295      | 2017          |
| LP 890-9 c         | 0,89 | 105             | <25,3  | 1,37   | 280      | 2022          |
| K2-72 e            | 0,87 | 228             | 2,7    | 0,82   | 306      | 2016          |
| Proxima Centauri b | 0,86 | 4,224           | 1,27   | 0,9    | 261      | 2016          |
| Gliese 1002 b      | 0,86 | 16              | 1,08   | -      | 260      | 2022          |
| Gliese 1061 d      | 0,86 | 11,9            | 1,68   | -      | 246      | 2019          |
| Gliese 1061 c      | 0,86 | 11,9            | 1,75   | -      | 310      | 2019          |
| Ross 128 b         | 0,86 | 11              | 1,40   | -      | 316      | 2017          |
| Gliese 273 b       | 0,85 | 17,4            | 2,89   | -      | 291      | 2017          |
| Kepler-296 e       | 0,85 | 737             | -      | 1,53   | 281      | 2014          |
| TRAPPIST-1 e       | 0,85 | 39,5            | 0,62   | 0,92   | 257      | 2017          |
| Wolf 1069 b        | 0,85 | 31,3            | ≥ 1,26 | 1,6    | 271      | 2023          |
| Kepler-442 b       | 0,84 | 1292            | -      | 1,34   | 263      | 2015          |
| Kepler-452 b       | 0,83 | 1400            | 5 ± 2  | 1,63   | 295      | 2015          |
| Kepler-62 e        | 0,83 | 1200            | -      | 1,61   | 297      | 2013          |
| Kepler-1652 b      | 0,83 | 822             | -      | 1,6    | 275      | 2017          |
| K2-3 d             | 0,81 | 143             | > 2,2  | 1,46   | 315      | 2015          |
| TOI-715 b          | 0,81 | 138             | ~ 3    | 1,55   | 264      | 2023          |
| Wolf 1061 c        | 0,80 | 14              | 4,3    | 1,6    | 306      | 2015          |
| Gliese 667 Cc      | 0,80 | 22,7            | 4,54   | 1,5?   | 278      | 2011          |
| Kepler-1410 b      | 0,80 | 1200            | -      | 1,8    | 292      | 2016          |

## Corpi del sistema solare

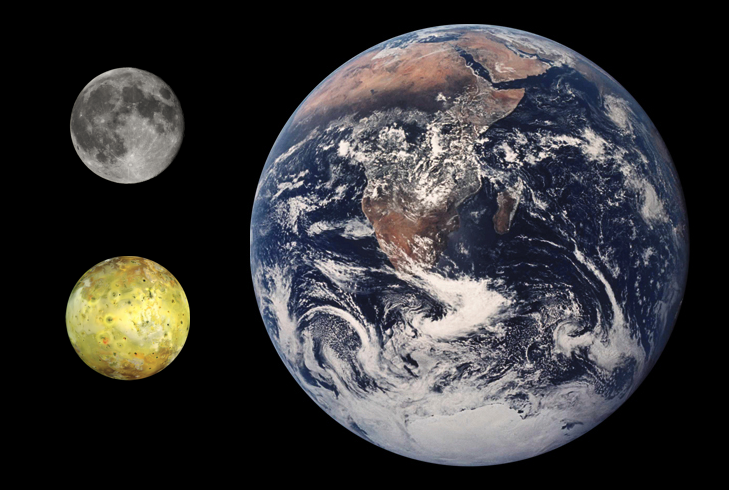
La Luna, Io e la Terra mostrati per dimensioni. Nonostante la massa sia significativamente minore, molti satelliti e pianeti nani del Sistema Solare hanno una densità e temperatura simile a quella terrestre, aumentando notevolmente il loro valore ESI. È quindi teoricamente possibile che altri pianeti o satelliti abbiano un ESI ancora superiore

Il valore ESI può essere applicato, oltre ai pianeti, ad altri oggetti, come i satelliti naturali, pianeti nani, asteroidi.
ESI di corpi del sistema solare in confronto:
| Oggetto  | Tipo                   | ESI  |
| -------- | ---------------------- | ---- |
| Marte    | Pianeta                | 0,80 |
| Mercurio | Pianeta                | 0,73 |
| Luna     | Satellite naturale     | 0,68 |
| Venere   | Pianeta                | 0,66 |
| Io       | Satellite naturale     | 0,55 |
| Callisto | Satellite naturale     | 0,53 |
| Ganimede | Satellite naturale     | 0,49 |
| Giove    | Pianeta                | 0,46 |
| Europa   | Satellite naturale     | 0,46 |
| Titano   | Satellite naturale     | 0,44 |
| Cerere   | Pianeta nano/Asteroide | 0,42 |
| Saturno  | Pianeta                | 0,42 |